# Jos De Man
Jos De Man (Roeselare, 31 maart 1933 - Antwerpen, 3 mei 2021) was een Belgisch advocaat, schrijver en acteur.  Hij was vooral bekend van de tv-serie Beschuldigde, sta op.

## Biografie
Jos De Man was de vader van Vlaams Belang-politicus Filip De Man en actrice Brigitte De Man. Hij trouwde in 2009, nadat ze een relatie van 37 jaar samen hadden, met actrice Leah Thys.
Hij overleed aan de gevolgen van COVID-19. Hij werd begraven op het Antwerpse Schoonselhof.
De Man stond in de jaren '70 bekend als een linkse advocaat met progressieve ideeën. Zijn ideologie schoof steeds verder op naar rechts. In 2012 publiceerde Jos De Man het boek Van burger tot onderdaan. Het failliet van de democratie, met striemende kritiek op de politieke en financiële elite, de Europese Unie en het multiculturalisme. 

## Werken (selectie)
Als journalist werkte hij voor het linkse weekblad Vrijdag. Hij schreef ook enkele boeken:
- De opgeruimde pessimist, boek
- Wie schetst mijn verbazing, boek
- Van burger tot onderdaan. Het failliet van de democratie (2012), boek

Hij schreef ook mee aan de politieserie Deman.